# Xã Canada, Quận Labette, Kansas
Xã Canada (tiếng Anh: Canada Township) là một xã thuộc quận Labette, tiểu bang Kansas, Hoa Kỳ. Năm 2010, dân số của xã này là 194 người.